# 河北街道 (阜新市)
河北街道，是中华人民共和国辽宁省阜新市海州区下辖的一个乡镇级行政单位。

## 行政区划
河北街道下辖以下地区：
河北社区、育才社区、青年社区、红旗社区、西颐园社区、古香园社区、西华园社区、三一八社区和教育社区。